# アマチュア相撲
アマチュア相撲は、相撲のアマチュア競技。
国内競技は日本相撲連盟、国際競技（IF）は国際相撲連盟が統括している。日本相撲協会によるプロ力士による興行である大相撲とは別組織で運営され、試合のルールも大相撲とは一部が異なる。
学生による学生相撲や、実業団による実業団相撲がある。

## 概要
統括団体である日本相撲連盟は日本武道協議会に加盟しており、学校体育にも武道種目として採用されている。しかし、柔道・剣道など他の武道と比べると競技人口はかなり少なく、トップレベルの選手と草相撲レベルの選手の競技人口が逆転しているという、逆ピラミッド型のいびつな構造となっている。
中学相撲、高校相撲などにおいては、加盟校の少なさから相撲部のある公立学校への越境通学が常態化している。また、公立小中では通常昼休み中の給食・弁当以外のものを校内で食べることは禁止されているが、相撲を行っている児童・生徒は学校側の協力で増量のための間食を認められる場合がある。
段級位制があり、日本相撲連盟が認定している。
試合は、日本相撲連盟競技会規程が競技ルールとして定められており、審判規定により勝敗が判定される。張り手や鯖折りなど危険な技は禁止されている。公認審判員制度があり、四段以上で、一定年齢以上、3年以上の審判実務経験、認定講習会を受講するという条件を満たした上で、申請書を提出して日本相撲連盟から認定を受ける。日本相撲連盟以外に、支部の相撲連盟の公認審判員や、国際審判員の資格がある。
かつては、プロの相撲は、義務教育を終えたばかりで入門するものであり、上級の学校に進学した場合は、大相撲入りすることはほとんど考えられなかった。しかし、進学率の向上、実業団相撲の縮小化、学校でのクラブ活動・体育科目としての相撲の普及率の減少などによる指導者としての進路の減少などの要因で、最近では、アマチュア相撲で一定の実績を上げた選手がプロ入りするなど、大相撲とのつながりが深くなっている。
なお、日本相撲協会に所属した経験のある者でも、現役時代の最高位が幕内未満であれば一定期間を経たうえでアマチュア復帰が認められることもある。

## 部員不足・窮状の傾向
全国的に見ても大手以外の多くの相撲部は団体戦出場可能ラインまで部員を確保できるかどうかの部員不足に悩んでおり、メディアでも度々高校相撲部の部員不足が報じられる。2003年度時点で213校あった高校相撲部の加盟校は2020年度時点で146校まで減少しており、特に岡山、山梨、愛知、滋賀、奈良、鳥取、島根の7県では相撲部が1校しかなく、都道府県単位で出場校を決める全国大会へは県予選不戦勝での出場となる。正部員が足りない場合は体格の優れた助っ人を学校内の他の部活動や、時には帰宅部や運動未経験者から募る場合もある。2022年の全国大会の高知県予選では高知農業と高知工業の大将戦で、どちらも部員不足で素人の男子マネージャーが名を連ねた。それ以前も不戦勝狙いで人数合わせとしてマネージャーが出場登録されることはあったが、大会関係者も「今までなかった」というマネージャー同士の一戦が実現する珍事となった。高校相撲部は名門どころですら部員不足の危機と無縁ではなく、出身者が多数関取となっている明徳義塾高校ですらも志摩ノ海の相撲部在籍時代は部員不足に喘いでいたという。
高校より在籍者数が必然と多い傾向にある大学の相撲部ですら例外ではなく、2017年には名古屋大学相撲部の窮状が報道された。
中学相撲部所属者は2003年の1484人から2023年に655人まで減少している。例えば2023年度時点の福岡県では、中学校に進学すると体格を求められるスポーツとしてレベルが高いラグビー、野球、柔道に相撲少年が流出してしまうという事情がある。元武蔵丸の武蔵川親方は、これについて「スター力士の不足」「昔は公園などにも身近にあった土俵の減少」を指摘している。その人口不足のため、全国中学校相撲選手権大会は2026年度を最後に廃止されることが決定した。
社会人のアマチュア相撲選手も、界隈の高齢化によって40代で公式戦に出場する選手が珍しくなくなっている。

## 段級位制
段級位制には、初段から十段までの段位があり、日本相撲連盟が認定する。段位認定は1956年から開始され、2006年までに十段認定者3名をはじめ、累計で75000人あまりの段位を認定した。
段位の認定は年に2回行われる。初段から四段までは都道府県の相撲連盟か東日本学生相撲連盟などの支部が審査し、五段および六段はブロック連盟が審査し、日本相撲連盟の段位審査委員会に推薦する。七段以上はブロック連盟が意見書を付けて、段位審査委員会に上申する。
段位は順次昇段するが、30歳以上は二段、50歳以上は三段から申請できる特例がある。六段はおおむね30歳、七段はおおむね40歳、八段はおおむね50歳の最低年齢基準がある。

## 主な大会

### 国際大会
- 世界相撲選手権大会
- ワールドゲームズ相撲競技
- 世界ジュニア相撲選手権大会

### 一般大会
- 全日本相撲選手権大会（アマチュア横綱）
- 国民体育大会相撲競技

### 社会人大会
- 全日本実業団相撲選手権大会（実業団横綱）
- 全国選抜社会人相撲選手権大会
- 全国教職員相撲選手権大会
- 全国青年大会（2004年の第53回を最後に廃止）

### 大学生大会
- 全国学生相撲選手権大会（学生横綱）
- 全国学生相撲個人体重別選手権大会
- 全国大学選抜相撲大会
- 全国大学選抜相撲宇佐大会
- 全日本大学選抜相撲十和田大会
- 全日本大学選抜相撲七尾大会
- 全日本大学選抜相撲宇和島大会

### 高校生大会
- 全国高等学校相撲選手権大会（高校横綱）
- 全国選抜高等学校相撲弘前大会
- 選抜高校相撲宇佐大会
- 選抜高校相撲十和田大会
- 高等学校相撲金沢大会
- 全国高等学校相撲選抜大会

### 中学生大会
- 全国中学校相撲選手権大会（中学生横綱）
- 全国都道府県中学生相撲選手権大会

### 小学生大会
- わんぱく相撲全国大会（わんぱく横綱）
- 全日本小学生相撲優勝大会

### 女子大会
- 世界女子相撲選手権大会
- 世界女子ジュニア相撲選手権大会
- 全日本女子相撲選手権大会
- 全日本中学生女子相撲大会
- 全日本小学生女子相撲大会

## 大相撲入りした選手（力士）
原則として戦後、十両以上のもの
凡例
- 大学名
  - 本名（記入時点での最高位・四股名、所属部屋、出身都道府県および国）

### 実業団
- 朝岡勲（幕内・朝岡勲、高砂部屋、兵庫県）
- 板井圭介（小結・板井圭介、大鳴戸部屋、大分県）
- アルタンホヤグ・イチンノロブ（関脇・逸ノ城駿、湊部屋、モンゴル）
- 小椋誠志（幕内・大飛翔誠志、朝日山部屋、大阪府）
- 落合哲也（幕内・伯桜鵬哲也、宮城野部屋→伊勢ヶ濱部屋、鳥取県）
- 坂元元規（幕内・大奄美元規、追手風部屋、鹿児島県）
- 沢田日登志（十両・日翔志英忠、追手風部屋、東京都）
- 對馬竜太（小結・岩木山竜太、中立部屋/境川部屋、青森県）
- 中尾浩規（幕内・若孜浩気、松ヶ根部屋、和歌山県）
- 成松伸哉（小結・智ノ花伸哉、立浪部屋、熊本県）
- 東龍輝（十両・藤青雲龍輝、藤島部屋、埼玉県→熊本県）
- 山本大生（幕内・一山本大生、二所ノ関部屋/放駒部屋、北海道）
- 横山英希（十両・高見藤英希、東関部屋、岡山県）

### 学生相撲
私立
- 青森大学
  - 對馬竜太（小結・岩木山竜太）

- 朝日大学
  - 白塚元久（十両・德真鵬元久、木瀬部屋→北の湖部屋→木瀬部屋、三重県）

- 金沢学院大学
  - 中村友哉（幕内・炎鵬友哉、宮城野部屋→伊勢ヶ濱部屋、石川県）

- 関西学院大学
  - 宇良和輝（小結・宇良和輝、木瀬部屋、大阪府）

- 九州情報大学
  - サンドゥイジャブ・トドビレグ（幕内・東龍強、玉ノ井部屋、モンゴル）

- 近畿大学
  - 青木誠（幕内・德勝龍誠、木瀬部屋→北の湖部屋→木瀬部屋、奈良県）
  - 足立武彦（幕内・朝乃若武彦、若松部屋/高砂部屋、愛知県）
  - 石橋広暉（大関・朝乃山広暉、高砂部屋、富山県）
  - 庵原一成 （幕内・翠富士一成、伊勢ヶ濱部屋、静岡県）
  - 大澤一（幕内・朝乃翔嚆矢、若松部屋、神奈川県）
  - 小笠原隆聖（幕内・錦富士隆聖、伊勢ヶ濱部屋、青森県）
  - 上林義之（幕内・大岩戸義之、八角部屋、山形県）
  - 杉野森正也（横綱・旭富士正也、大島部屋、青森県）
  - 杉山大輔（関脇・宝富士大輔、伊勢ヶ濱部屋、青森県）
  - 玉木一嗣磨（十両・朝玉勢大幸、高砂部屋、三重県）
  - 長岡末弘（大関・朝潮太郎、高砂部屋、高知県）
  - 濱口航洋（幕内・志摩ノ海航洋、木瀬部屋、三重県）
  - 林正人（幕内・大輝煌正人、武蔵川部屋、和歌山県）
  - 古市貞秀（十両・古市貞秀、阿武松部屋、大阪府）
  - 三浦歓之（幕内・誉富士歓之、伊勢ヶ濱部屋、青森県）

- 駒澤大学
  - 尾形静雄（幕内・天ノ山静雄、時津風部屋、佐賀県）
  - 松谷裕也（小結・松鳳山裕也、松ヶ根部屋/二所ノ関部屋/放駒部屋、福岡県）

- 専修大学
  - 尾曽武人（大関・武双山正士、武蔵川部屋、茨城県）
  - 片山伸次（幕内・片山伸次、阿武松部屋、静岡県）
  - 中西健二（幕内・大道健二、阿武松部屋、東京都）

- 大東文化大学
  - 山内隆志（幕内・武州山隆士、武蔵川部屋/藤島部屋、青森県）

- 拓殖大学
  - 池森ルイス剛（十両・隆濤剛、玉ノ井部屋、ブラジル）
  - 小戸昭洋（十両・太刀光昭洋、高砂部屋、山口県）
  - 後藤泰一（関脇・栃乃洋泰一、春日野部屋、石川県）
  - 髙木立太（十両・髙立直哉、木瀬部屋、石川県）
  - 舛田茂（関脇・舛田山靖仁、春日野部屋、石川県）
  - 吉井朋一郎（幕内・吉井山朋一郎、出羽海部屋、福岡県）

- 中央大学
  - 大塚範（小結・豊國範、時津風部屋、大分県）
  - 菅野陽太（十両・栃武蔵陽太、春日野部屋、埼玉県）
  - 栗本剛（十両・武哲山剛、武蔵川部屋、兵庫県）
  - 住木厳太（十両・風賢央厳太、押尾川部屋、愛媛県）
  - 田中康弘（十両・魁道康弘、友綱部屋、東京都）
  - 出島武春（大関・出島武春、武蔵川部屋、石川県）
  - 中尾浩規（幕内・若孜浩気）
  - 成田旭（関脇・豪風旭、尾車部屋、秋田県）
  - 西川登輝（幕内・豪ノ山登輝、境川部屋→武隈部屋、大阪府）
  - 松本良二（関脇・玉春日良二、片男波部屋、愛媛県）
  - 矢後太規（幕内・矢後太規、尾車部屋→押尾川部屋、北海道）
  - 山本大生（幕内・一山本大生）

- 東京農業大学
  - 市ノ渡三四四（十両・市ノ渡三四四、時津風部屋、青森県）
  - 内田勝男（大関・豊山勝男、時津風部屋、新潟県）
  - 小柳亮太（幕内・豊山亮太、時津風部屋、新潟県）
  - 坂本正博（幕内・時津海正博、時津風部屋、長崎県）
  - 正代直也（大関・正代直也、時津風部屋、熊本県）
  - 霜鳥典雄（小結・霜鳥典雄、時津風部屋、新潟県）
  - 高橋亮三（幕内・双大竜亮三、時津風部屋、福島県）
  - 冨栄秀喜（幕内・時疾風秀喜、時津風部屋、宮城県）
  - 長濱廣光（小結・豊山広光、時津風部屋、新潟県）
  - アルタンガダス・フチットバータル（小結・時天空慶晃、時津風部屋、モンゴル）
  - 森下祐哉（幕内・土佐豊祐哉、時津風部屋、高知県）

- 同志社大学
  - 斎藤剛（幕内・大碇剛、伊勢ノ海部屋、京都府）
  - 服部祐兒（幕内・藤ノ川祐兒、伊勢ノ海部屋、愛知県）
  - 山本敏生（関脇・土佐ノ海敏生、伊勢ノ海部屋、高知県）

- 東洋大学
  - 磯部洋之（幕内・磋牙司洋之、入間川部屋、静岡県）
  - 大波渥（関脇・若隆景渥、荒汐部屋、福島県）
  - 大道久司（大関・御嶽海久司、出羽海部屋、長野県）
  - 岡部新（関脇・玉乃島新、片男波部屋、福島県）
  - 岡部光国（十両・玉ノ国光国、片男波部屋、福島県）
  - 北園基嗣（十両・政風基嗣、尾車部屋、長崎県）
  - 木村守（幕内・木村山守、春日野部屋、和歌山県）
  - 白石雅仁（幕内・東白龍雅士、玉ノ井部屋、東京都）
  - 寺沢樹（十両・朝乃若樹、高砂部屋、新潟県）
  - 寺下隆浩（十両・丹蔵隆浩、阿武松部屋、石川県）
  - 羽出山将（十両・羽出山将、玉ノ井部屋、東京都）
  - 村田武志（十両・華王錦武志、東関部屋、秋田県）
  - 村田亮（十両・朝志雄亮賀、高砂部屋、三重県）
  - 横山英希（十両・高見藤英希）

- 日本体育大学
  - 石崎拓馬（幕内・朝紅龍琢馬、高砂部屋、大阪府）
  - 大西雅継（関脇・嘉風雅継、尾車部屋、大分県）
  - 緒方政和（十両・肥後ノ城政和、木瀬部屋→北の湖部屋→木瀬部屋、熊本県）
  - 垣添徹（小結・垣添徹、武蔵川部屋/藤島部屋、大分県）
  - 嘉陽快宗（十両・嘉陽快宗、二所ノ関部屋→中村部屋、千葉県→沖縄県）
  - 高橋優太（十両・白熊優太、二所ノ関部屋、福島県）
  - 立野卓（十両・千代桜右京、九重部屋、東京都）
  - バトジャルガル・チョイジルスレン（幕内・阿武剋一弘、阿武松部屋、モンゴル）
  - プレブスレン・デルゲルバヤル（幕内・欧勝馬出気、鳴戸部屋、モンゴル）
  - 中村大輝（小結・北勝富士大輝、八角部屋、埼玉県）
  - 中村泰輝（横綱・大の里泰輝、二所ノ関部屋、石川県）
  - 濵町明太郎（十両・千代の海明太郎、九重部屋、高知県）
  - 南友太（幕内・友風想大、尾車部屋→二所ノ関部屋→中村部屋、神奈川県）
  - 宮本一輝（幕内・剣武輝希、武蔵川部屋/藤島部屋、埼玉県）
  - 宮本泰成（関脇・妙義龍泰成、境川部屋、兵庫県）
  - 明月院秀政（小結・千代大龍秀政、九重部屋、東京都）

- 日本大学
  - 安彦剣太郎（幕内・剣翔桃太郎、追手風部屋、東京都）
  - 荒瀬英生（関脇・荒勢永英、花籠部屋、高知県）
  - バルタグル・イェルシン（幕内・金峰山晴樹、木瀬部屋、カザフスタン）
  - 石浦将勝（幕内・石浦鹿介、宮城野部屋、鳥取県）
  - 石岡弥輝也（幕内・尊富士弥輝也、伊勢ヶ濱部屋、青森県）
  - 石川孝志（幕内・大ノ海敬士、花籠部屋、山形県）
  - 市原孝行（幕内・市原孝行、木瀬部屋→北の湖部屋、愛知県）
  - 岩﨑拓也（幕内・英乃海拓也、木瀬部屋、東京都）
  - 岩﨑正也（小結・翔猿正也、追手風部屋、東京都）
  - 内田水（小結・普天王水、出羽海部屋、熊本県）
  - 梅野勝満（十両・對馬洋勝満、境川部屋、長崎県）
  - 遠藤聖大（小結・遠藤聖大、追手風部屋、石川県）
  - 大内信英（幕内・皇司信秀、入間川部屋、兵庫県）
  - 加藤精彦（小結・高見盛精彦、東関部屋、青森県）
  - 亀井貴司（十両・希善龍貴司、木瀬部屋→北の湖部屋→木瀬部屋、香川県）
  - 川副圭太（十両・輝鵬智貴、宮城野部屋→伊勢ヶ濱部屋、熊本県）
  - 川端翔伍（幕内・大翔丸翔伍、追手風部屋、石川県）
  - 木﨑信志（幕内・美ノ海義久、木瀬部屋、沖縄県）
  - 木﨑伸之助（十両・木﨑海伸之助、木瀬部屋、沖縄県）
  - 草野直哉（十両・草野直哉、伊勢ヶ濱部屋、熊本県）
  - 久嶋啓太（幕内・久島海啓太、出羽海部屋、和歌山県）
  - 熊谷涼至（小結・海鵬涼至、八角部屋、青森県）
  - 小林秀昭（小結・両国梶之助、出羽海部屋、長崎県）
  - 齊藤直飛人（関脇・追風海直飛人、友綱部屋→追手風部屋、青森県）
  - 境澤賢一（幕内・境澤賢一、三保ヶ関部屋→尾上部屋、埼玉県）
  - 坂本元規（幕内・大奄美元規）
  - 坂本直人（幕内・肥後ノ海直哉、三保ヶ関部屋、熊本県）
  - 佐久間貴之（小結・常幸龍貴之、北の湖部屋→木瀬部屋、東京都）
  - 里山浩作（幕内・里山浩作、三保ヶ関部屋→尾上部屋、鹿児島県）
  - 沢田日登志（十両・日翔志英忠）
  - 芝匠（十両・紫雷匠、木瀬部屋、東京都）
  - 白石信広（十両・白乃波寿洋、三保ヶ関部屋→尾上部屋、熊本県）
  - 白崎東洋（十両・大倭東洋、入間川部屋、石川県）
  - 鈴木大司（幕内・燁司大、入間川部屋、三重県）
  - 平伸一（十両・出羽平真一、出羽海部屋、東京都）
  - 髙濵竜郎（幕内・濵錦竜郎、追手風部屋、熊本県）
  - 田宮啓司（大関・琴光喜啓司、佐渡ヶ嶽部屋、愛知県）
  - 堤内康仁（十両・北勝光康仁、八角部屋、熊本県）
  - バーサンスレン・トゥルボルド（幕内・水戸龍聖之、錦戸部屋、モンゴル）
  - 長尾秀平（小結・舞の海秀平、出羽海部屋、青森県）
  - 成松伸哉（小結・智ノ花伸哉、立浪部屋、熊本県）
  - 西田崇晃（幕内・大日ノ出崇揚、立浪部屋、兵庫県）
  - 西野豪（十両・大翔大豪志、友綱部屋→追手風部屋、東京都）
  - 濱洲圭志（小結・濱ノ嶋啓志、三保ヶ関部屋、熊本県）
  - 原田治（十両・北勝岩治、八角部屋、青森県）
  - 深尾光彦（幕内・明瀬山光彦、木瀬部屋→北の湖部屋→木瀬部屋、愛知県）
  - 南貴由輝（幕内・天鎧鵬貴由輝、尾上部屋、熊本県）
  - 村田昌巳（小結・大翔鳳昌巳、立浪部屋、北海道）
  - 森友樹（十両・大翔湖友樹、追手風部屋、東京都）
  - 柳川信行（十両・増健亘志、三保ヶ関部屋、高知県）
  - 山口雅弘（幕内・大喜鵬将大、宮城野部屋、東京都→福岡県）
  - 山崎直樹（幕内・大翔山直樹、立浪部屋、石川県）
  - 山本洋介（小結・豊真将紀行、錣山部屋、山口県）
  - 山本龍一（幕内・山本山龍太、尾上部屋、埼玉県）
  - 輪島博（横綱・輪島大士、花籠部屋、石川県）

- 明治大学
  - 臼井仁志（十両・栃葉山暁輝、春日野部屋、岐阜県）
  - 綛田清隆（関脇・栃乃和歌清隆、春日野部屋、和歌山県）
  - 竹内雅人（大関・雅山哲士、武蔵川部屋/藤島部屋、茨城県）
  - 富永丈喜（幕内・武雄山喬義、武蔵川部屋、愛知県）
  - 東龍輝（十両・藤青雲龍輝）
  - 安本栄来（幕内・玉力道栄来、片男波部屋、東京都）
  - 谷地仁（小結・栃乃花仁、春日野部屋、岩手県）

- 早稲田大学
  - 直江俊司（幕内・皇風俊司、尾車部屋、東京都）

国立
- 埼玉大学
  - 庄司向志（幕下・庄司向志、武蔵川部屋、秋田県）

- 東京大学
  - 須山穂嵩（幕下・須山穂嵩、木瀬部屋、埼玉県）

- 名古屋大学
  - 田中周一（三段目・舛名大周一、千賀ノ浦部屋、愛知県）

- 琉球大学
  - 松田哲博（三段目・一ノ矢充、若松部屋/高砂部屋、鹿児島県）

### 傾向
かつては相撲は最もプロとアマチュアの力量差の大きいスポーツと言われた。昭和の半ば頃までは、アマチュアのトップクラスでも大相撲の三段目と互角、幕下には敵わないというのが定説だった。ひとつには、他のスポーツの人気が未発達であり、関取を五穀豊穣のシンボルとみる力人信仰も根強く、素質のある若者は角界で独占できていた背景がある。
輪島が学生相撲出身で初めて横綱に昇進した頃から、この差は確実に縮まって来ている。大相撲のレベルの低下と、アマチュアの向上と、双方の見方から論じられる。
平成以降のアマチュア相撲出身力士の躍進は、外国出身力士の増加と並ぶ、大相撲の二大潮流にもなっている。かつてはアマチュアでの経験者を、おかしな癖がついていてこれを矯正できないとして敬遠する相撲部屋も多かったが、近年では他のスポーツ人気の向上や進学率の向上などで、以前のように伸び盛りの少年を入門させることが難しくなってきており、また部屋経営の面などからも早期の関取昇進を見込めるアマチュア相撲出身の新弟子を歓迎する傾向も強い。